# Marcien d'Héraclée
Pour les articles homonymes, voir Marcien (homonymie).
Marcien d'Héraclée (en grec polytonique : Μαρκιανὸς Ἡρακλεώτης τοῦ Πόντον / Markianòs Hīrakleṓtīs toû Pónton ; en latin : Marcianus Heracleensis) est un géographe et navigateur grec qui semble avoir vécu au Ve siècle apr. J.-C., dont l'œuvre originale est perdue. Il était originaire d'Héraclée du Pont.

## Ouvrages
- Périple de la mer extérieure[2], inspiré notamment de Claude Ptolémée.
- Abrégé du Périple de la mer intérieure de Ménippe de Pergame[3].

Il aurait remonté la côte Atlantique et décrit l'embouchure du Garrunas — l’actuelle Garonne) et celle du fleuve Canentelos — la Charente — peuplée de Santons.